# Vía Postumia
La vía Postumia era una antigua calzada romana del norte de Italia, construida en 148 a. C. por el cónsul Espurio Postumio Albino Magno. La Vía Postumia y la Vía Emilia eran los ejes de tráfico más importantes de la Galia Cisalpina.

## Tramo
La vía Postumia empezaba desde la costa de Génova a través de las montañas hasta Tortona, Placencia (la terminación de la Vía Emilia ) y Cremona, justo al este del punto donde se cruzaba el río Po. Desde Cremona, el camino se dirigía hacia el este hasta Bedriacum, la actual ciudad de Calvatone, donde se bifurcaba: una rama se extendía a la derecha a Mantua, y la otra izquierda a Verona, cruzando el río Adigio en el Puente de Piedra. Este puente era el único en el río Adigio en ese momento. Luego seguía por la llanura veneciana, cruzando el río Piave en Maserada sul Piave hasta llegar finalmente a Aquilea, una importante ciudad fronteriza militar fundada por Roma en 181 a. C. 
La Vía Julia Augusta es el nombre que el esfuerzo de Augusto César dio a la calzada romana a partir del 13 a. C. para fusionar la Via Aemilia Scauri con la Vía Postumia, que se extiende desde Placencia hasta un arco triunfal en La Turbie, Francia. Más tarde se extendió a Arelate (actual Arlés) que se une a la Vía Domitia, a través de Dertona (Tortona), Vada Sabatia (Vado Ligure), Albingaunum (Albenga) y Album Intimilium (Ventimiglia).

## Historia
La conquista romana de Liguria dependía de este camino, y varias de las ciudades más importantes debían en gran parte a su origen. Cremona era su punto central, y la distancia se calculaba tanto hacia el este como hacia el oeste.